# Шпитталь-ан-дер-Драу (округ)
Шпитталь-ан-дер-Драу (нем. Bezirk Spittal an der Drau) — политический округ в Австрии. Центр округа — город Шпитталь-ан-дер-Драу. Округ входит в федеральную землю Каринтия. Занимает площадь 2763,99 кв. км. Население 81 719 чел. Плотность населения 30 человек/кв.км.

## Административные единицы

### Города
1. Гмюнд (2 605)
2. Радентайн (6 620)
3. Шпитталь (16 045)

### Ярмарки
1. Грайфенбург (1 911)
2. Лурнфельд (2 718)
3. Мильстат (3 351)
4. Обердраубург (1 334)
5. Оберфеллах (2 540)
6. Заксенбург (1 438)
7. Зеебоден (6 045)
8. Штайнфельд (2 291)
9. Винклерн (1 134)

### Общины
1. Бад-Клайнкирхгайм (1 863)
2. Бальдрамсдорф (1 819)
3. Берг (1 373)
4. Деллах (1 769)
5. Флаттах (1 373)
6. Гроскирхгайм (1 606)
7. Хайлигенблут (1 185)
8. Иршен (2 080)
9. Клеблах-Линд (1 299)
10. Кремс (2 157)
11. Лендорф (1 776)
12. Мальниц (1 027)
13. Мальта (2 185)
14. Мёрчах (942)
15. Мюльдорф (963)
16. Рангерсдорф (1 805)
17. Райсек (2 521)
18. Пенк
19. Реннвег-ам-Качберг (2 025)
20. Шталль (1 868)
21. Требезинг (1 263)
22. Вайссензее (788)